# Luigi I di Loon
Luigi I (dopo il 1107 – 11 agosto 1171) fu conte di Loon (o Looz), che ereditò da suo padre. Regnò dal 1139 circa fino alla sua morte.

## Biografia
Era il figlio di Arnoldo II, conte di Loon, e di sua moglie, il cui nome potrebbe essere stato Adeleide o Agnese.
Fu vogt  dell'abbazia di Averbode. Nel 1154 donò il maniero di Laethof situato a Heusden-Zolder all'abbazia.
Costruì un castello a Brustem (ora parte di Sint-Truiden). Nel 1155 ereditò la contea di Rieneck da suo fratello Gherardo.
Luigi sposò Agnese di Metz (1114 circa –1175/1180 circa), figlia di Folmar V, conte di Metz, e di Matilde di Dagsburg, l'erede di Longwy. Agnese incaricò Hendrik van Veldeke di scrivere la sua "Vita di san Servazio". Luigi I servì come burgravio di Metz dal 1159 al 1162. Tramite sua moglie, aveva anche una pretesa sul ducato di Lussemburgo, senza riuscire però a rivendicarlo.
Nel 1171 Luigi tentò di conquistare la contea di Duras. Tuttavia Egidio, conte di Duras, chiamò in aiuto i cittadini di Saint-Truiden e insieme sconfissero l'esercito di Luigi. Questo morì durante questa battaglia, l'11 agosto 1171. Fu sepolto nella cappella dell'infermeria di Borgloon. La sua tomba rimane tutt'oggi.

## Matrimonio e figli
Luigi sposò Agnese di Metz (1114 circa –1175/1180 circa), figlia di Folmar V, conte di Metz, e di Matilde di Dagsburg, l'erede di Longwy. Essi ebbero i seguenti figli:
- Agnese, che sposò Ottone I, primo duca di Baviera della dinastia Wittelsbach;
- Arnoldo, morto giovane;
- Gerardo, conte di Loon;
- Ugo, che si sposò ed ebbe dei figli;
- Bonne, che sposò Walter Berthout, signore di Mechelen e Grimbergen;
- Imagina, che sposò Goffredo III, conte di Lovanio;
- Lauretta († 1193), che sposò Egidio, conte di Duras (da cui divorziò nel 1174), nipote di Ottone II, conte di Duras; si risposò e successivamente con Teobaldo I di Bar.

A Luigi succedette, come conte di Loon, suo figlio Gerardo.